# Hornito
Hornitos (do espanhol, "pequenos fornos") são pequenos cones de respingos de lava, sem raiz, que se formam sobre a superfície de um fluxo de lava de basalto. Os hornitos se formam quando a lava é forçada para cima através de um superfície já resfriada de um fluxo e então se acumula ao redor da abertura..